# Phthitia nerida
Phthitia nerida är en tvåvingeart som beskrevs av Marshall 1992. Phthitia nerida ingår i släktet Phthitia och familjen hoppflugor.
Artens utbredningsområde är Venezuela. Inga underarter finns listade i Catalogue of Life.